# مارکو میلیورینی
مارکو میلیورینی (انگلیسی: Marco Migliorini؛ زادهٔ ۳ ژانویهٔ ۱۹۹۲) بازیکن فوتبال اهل ایتالیا است.
از باشگاه‌هایی که در آن بازی کرده‌است می‌توان به باشگاه فوتبال زبرویوفکا برنو، باشگاه فوتبال تورینو، باشگاه فوتبال کیه‌وو ورونا، باشگاه فوتبال یووه استابیا، باشگاه فوتبال کومو، و باشگاه فوتبال آولینو اشاره کرد.
وی همچنین در تیم ملی فوتبال Italy U20 Lega Pro بازی کرده‌است.